# Ostrya
Az Ostrya a bükkfavirágúak (Fagales) rendjébe, ezen belül a nyírfafélék (Betulaceae) családjába tartozó nemzetség.

## Előfordulásuk
Az Ostrya-fajok Európában és Ázsiában, valamint Észak- és Közép-Amerikában fordulnak elő.

## Rendszerezés
A nemzetségbe az alábbi 9 élő faj és 2 fosszilis faj tartozik
- komlógyertyán (Ostrya carpinifolia) Scop.
- Ostrya chisosensis Correll
- Ostrya japonica Sarg.
- Ostrya knowltonii Sarg.
- Ostrya multinervis Rehder
- †Ostrya oregoniana
- Ostrya rehderiana Chun
- †Ostrya scholzii - oligocén, Közép-Németország[2]
- Ostrya trichocarpa D.Fang & Y.S.Wang
- Ostrya virginiana (Mill.) K.Koch
- Ostrya yunnanensis W.K.Hu

## Jegyzetek

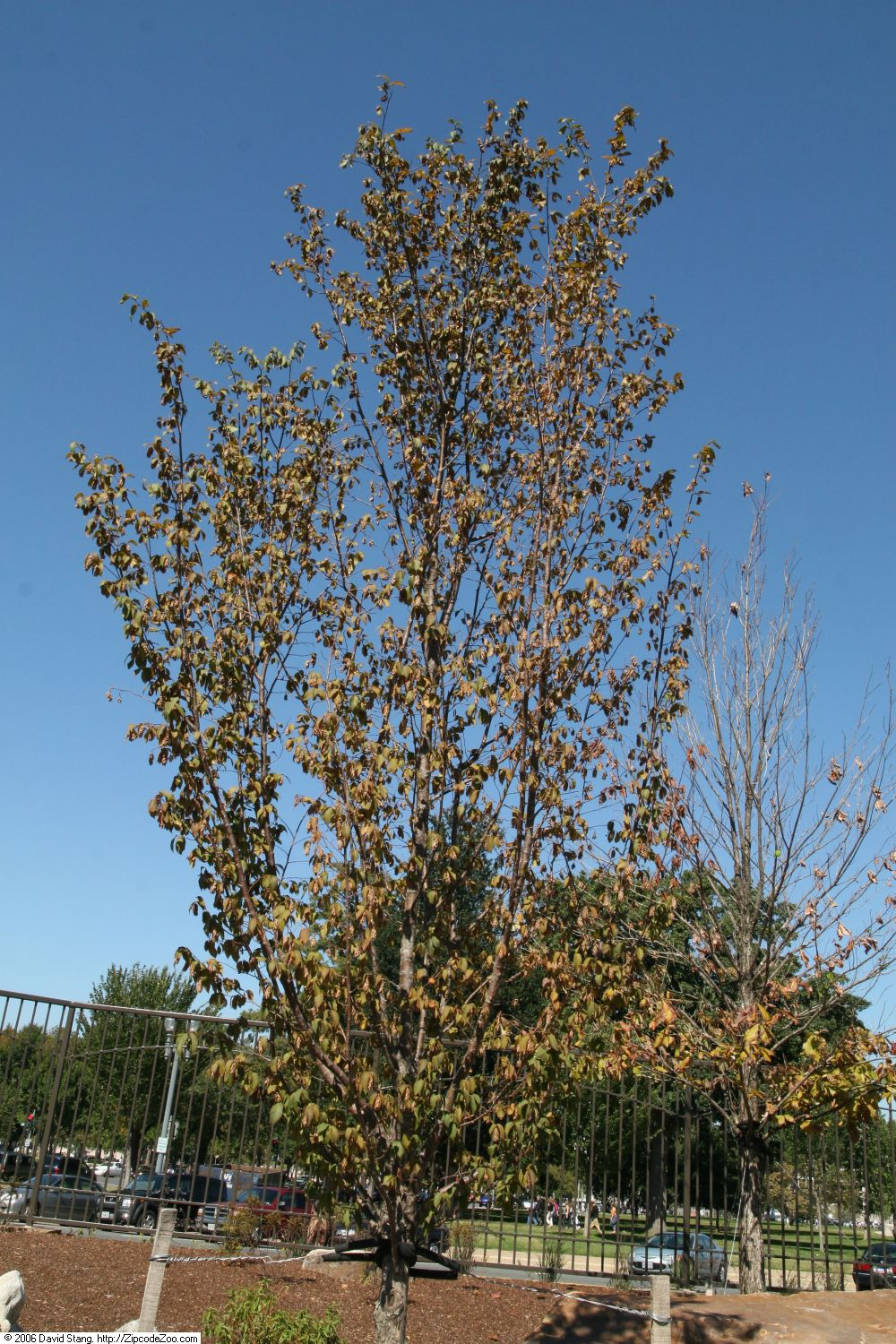
Ostrya virginiana

### Fordítás
- Ez a szócikk részben vagy egészben  az   Ostrya című angol Wikipédia-szócikk ezen változatának fordításán alapul.  Az eredeti cikk szerkesztőit annak laptörténete sorolja fel. Ez a jelzés csupán a megfogalmazás eredetét és a szerzői jogokat jelzi, nem szolgál a cikkben szereplő információk forrásmegjelöléseként.